# Gerardo Quijano Morales
Luis Gerardo Quijano Morales (Ciudad de México; 21 de junio de 1980) es un político mexicano, miembro del Partido Revolucionario Institucional. Por el periodo del 1 de octubre de 2021 al 30 de septiembre de 2024 fue Alcalde de La Magdalena Contreras. Anteriormente se desempeñó como Diputado en la Asamblea Legislativa del Distrito Federal.